# Nicolò Spinola
Il Serenissimo Nicolò Spinola (Genova, 1677 – Genova, 1743) fu il 155º doge della Repubblica di Genova e re di Corsica.

## Biografia

Stemma nobiliare degli Spinola

Figlio di Francesco Maria Spinola e Maria Caterina Negrone, ed esponente della famiglia Spinola del ramo di San Luca, nacque nel capoluogo ligure nel 1677 ma la sua giovinezza e adolescenza la trascorse a Roma presso il Collegio Clementino.
Tornato a Genova è probabile che Nicolò Spinola ricoprì incarichi pubblici per la Repubblica di Genova: tra questi il ruolo di ambasciatore straordinario alla corte di Vienna per la definitiva trattazione della proprietà genovese sul porto del Finale, richiesta avviata dal suo predecessore e futuro doge Costantino Balbi.
Fu nominato doge di Genova nell'elezione del 16 febbraio 1740: la centodecima in successione biennale e la centocinquantacinquesima nella storia repubblicana. In qualità di doge fu investito anche della correlata carica biennale di re di Corsica.
E proprio l'isola corsa, ritornata dal 1736 sotto il dominio repubblicano genovese dopo la breve parentesi dell'indipendente Regno di Corsica di Teodoro I, ma di fatto ancora tormentata dalle rivolte paesane contro Genova, fu al centro del biennio dogale di Nicolò Spinola. Lo scoppio delle ostilità tra la Francia di Luigi XV e l'Austria di Maria Teresa scatenò un immediato ritiro delle truppe d'oltralpe di stanza in Corsica, chiamate dallo stesso Senato della Repubblica e dai vari dogi in carica a mo' di rinforzo ai soldati genovesi in loco per domare gli scontri. Ad approfittare degli eventi fu il Bey di Tunisi che, con una flotta di ventidue galee, facilmente riuscì ad occupare e a conquistare l'isoletta di Tabarca, altra colonia d'oltremare di proprietà del patrizio genovese Giacomo Lomellini; molti coloni genovesi furono fatti schiavi.
Un altro evento, religioso, che vide protagonista la figura del doge Spinola fu ad una grande festa celebrata nella basilica di Santa Maria Assunta di Carignano per la cerimonia di beatificazione di sant'Alessandro Sauli (23 aprile 1741).
Cessata la carica dogale il 16 febbraio 1742 è certo che Nicolò Spinola tornò a vita privata dimorando nel palazzo Spinola di Pellicceria - quest'ultimo di proprietà della moglie Maddalena Doria, che lo ereditò nel 1732 dal fratello Paolo Francesco (deceduto senza discendenza) - e dove probabilmente lo Spinola morì nel corso del 1743. Il corpo venne sepolto all'interno della chiesa di San Francesco di Castelletto.